# 鼻涕
鼻涕（又稱為鼻水）是指鼻中的粘液。鼻涕由鼻粘膜的杯狀細胞分泌，功能在於保護呼吸道。鼻涕的分泌是持續性的，但因鼻腔與食道相通，所以一般都在不知不覺中被嚥下。
呼吸道中粘液分泌增加是許多常見疾病，如感冒的症狀，在鼻腔和喉嚨中存在粘液是正常的，但是數量增多會影響舒適的呼吸並需要通過擤鼻涕或吐痰來排出咽喉後部的粘液。鼻涕也可以通過傳統的方法鼻沖洗來去除。在西方社會中，治療粘液過多的更常用的方法是使用藥物如解充血藥。
在醫學術語中，一小塊乾的或半乾的鼻涕被稱為鼻屎。當粘液捕獲住塵土或其他空氣中的微粒就會形成鼻屎，粘液在微粒周圍變乾並變硬，有點像牡蠣中珍珠的形成。由於捕捉外部微粒是鼻涕的主要功能之一，鼻屎的存在是功能正常的鼻子（與鼻炎相反）的指示器。可以通過摳鼻子去除，但切勿過度地刺激鼻腔。

## 鼻涕的成分
鼻涕的主要成分：水份、无机盐、少量糖、脂肪、蛋白质、少量脱落的粘膜细胞、吸附的灰尘和空气中的化学物质等。这也是生病时大量细菌会寄生其中， 
使鼻涕呈现黄色或绿色的原因。

## 有色鼻涕
鼻涕一般是無色透明黏液，但鼻涕顏色若呈現淡黃色，且變濃稠狀，這代表鼻腔可能受到細菌或病毒感染。當細菌感染時，細菌在鼻腔內大量滋生，免疫反應導致鼻黏膜腫脹，因而產生鼻塞。